# Nesolagus netscheri
Nesolagus netscheri — вид зайцеподібних ссавців родини Зайцеві (Leporidae).

## Опис
Довжина голови й тіла 36.8-41.7 см, хвіст 17 мм в довжину. Чорний з коричневими смугами, з червоним хвостом і крупом, низ білий. Хутро м'яке і густе, з додаванням довших, більш жорстких волосків.

## Поширення
Країна поширення: Індонезія (Суматра). Мінімальна зафіксована висота 600 м і максимальна висота 1600 м.

## Життя
Цей вид має низьку стійкість до антропогенних порушень. Раціон складається з підліскових рослин. Веде нічний спосіб життя, знаходиться протягом дня в норах, швидше за все, побудованих іншими тваринами.

## Загрози та охорона
Основною загрозою для Nesolagus netscheri є очищення гірських лісів для ведення сільського господарства, в першу чергу плантацій кави, чаю і какао. Мешкає в деяких природоохоронних областях.